# Hellschreiber
De Hellschreiber (eigenlijk Typenbildfeldfernschreiber genoemd) was een op facsimile gebaseerde teleprinter uitgevonden door de Duitser Rudolf Hell, die midden twintigste eeuw voornamelijk werd gebruikt op storingsgevoelige telefoonlijnen of radiofrequenties. Tijdens de Tweede Wereldoorlog werd het soms door het Duitse leger gebruikt in combinatie met het Enigma-encryptiesysteem.
Een bijzondere toepassing was tot ver in de jaren 1980 het uitzenden van radioberichten naar de pers. Tegenwoordig wordt de Hellschreiber nog sporadisch door radiozendamateurs gebruikt, waarbij de mechanische machines veelal vervangen zijn door computerprogramma's.

## Uitzendprincipe
De Hellschreiber verzendt tekst door elk karakter op te delen in een raster van 7 bij 7 punten (pixels), om deze 49 beeldpunten vervolgens één-voor-één sequentieel te versturen. Dit principe week af van de normale teleprinter waarbij elk karakter in de vorm van een baudotcode wordt verstuurt. Omdat de Hellschreiber gebruik maakte van een raster kon deze overweg met elk schrift.
Een zwarte punt wordt verzonden als een "signaal", een witte/lege punt als "geen signaal" (stilte).
De gehele datastroom vindt plaats met een snelheid van 122½ baud, ofwel 2½ teken per seconde. Omdat de tekst afgedrukt werd op een doorlopende rol papier was er geen regelomloop of paginaverloop.
Alle uitvoeringen van de Hellschreiber drukten de ontvangen karakters twee keer af, de ene onder de andere (ze werden maar eenmaal verzonden). Deze specifieke functionaliteit zorgde ervoor dat als de zender en ontvanger asynchroon liepen, waardoor de karakters scheef afgedrukt worden, de tekst desondanks toch leesbaar bleef. Van de twee afgedrukte karakters was altijd één compleet karakter leesbaar.

## Media
|  | |
|  | De tekst "Welcome to Wikipedia, the free encyclopedia that anyone can edit" opgenomen in Hellschreiber-formaat (download·info) |